# Game Boy Micro
A Game Boy Micro (stilizálva Game Boy micro) egy hatodik generációs kézi videójáték-konzol, amit a Nintendo gyártott és forgalmazott. A konzol 2005-ben jelent meg a Game Boy Advance hardverén alapuló kompakt kézikonzolként és a Game Boy sorozat utolsó tagjaként. A Game Boy Advance és Advance SP-vel szemben ez nem képes Game Boy- és Game Boy Color-játékokat lejátszani.

## Történet
A Game Boy Micrót a Nintendo of America alelnöke, Reggie Fils-Aimé jelentette be az Electronic Entertainment Expón a Nintendo sajtótájékoztatóján 2005. május 17-én. A kézikonzol 2005. szeptember 13-án jelent meg Japánban, 2005. szeptember 19-én Észak-Amerikában, 2005. november 3-án Ausztráliában, november 4-én Európában és november 9-én Dél-Koreában. A konzol megjelent még az iQue forgalmazásában iQue Game Boy Micro néven 2005. október 1-én.

### Eladások
| Dátum         | Japán       | Amerika     | Más régió   | Eladott darab |
| ------------- | ----------- | ----------- | ----------- | ------------- |
| 2005. 09. 30. | 0,41 millió | 0,29 millió | -           | 0,7 millió    |
| 2005. 12. 31. | 0,57 millió | 0,47 miilió | 0,78 millió | 1,82 millió   |
| 2006. 03. 31. | 0,58 millió | 0,47 millió | 0.79 millió | 1,83 millió   |
| 2006. 06. 30  | 0,59 millió | 0,47 millió | 0,80 millió | 1,86 millió   |
| 2006. 09. 30. | 0,59 millió | 0,47 millió | 0,80 millió | 1,87 millió   |
| 2006. 12. 31. | 0,60 millió | 0,96 millió | 0,85 millió | 2,4 millió    |
| 2007. 03. 31. | 0,61 millió | 0,95 millió | 0,87 millió | 2,42 millió   |

## Technikai specifikációk
A Game Boy Micro a Game Boy Advance SP tulajdonságait hordozza nagyrészt, de kisebb formában. Nem kompatibilis a Game Boy- és Game Boy Color-játékokkal, habár a visszafelé kompatibilitáshoz szükséges Z80 processzorral és  grafikai hardverrel rendelkezik, de más belső komponensek hiányoznak. Nem kompatibilis továbbá néhány Game Boy Advance-tartozékkal, mint a Nintendo e-Readerrel sem az eltérő kialakítása miatt. A kijelzőnek van háttérvilágítása, aminek a fényereje kézileg állítható. A konzol előlapja levehető, különböző kinézetű előlapokat külön is meg lehetett vásárolni hozzá. A Game Boy Micrón van egy kétállású kapcsoló, amivel alapesetben a hangerőt lehet szabályozni, de az L gomb folyamatos nyomva tartásával a kijelző fényerejét szabályozza.
- Processzor: 32 bites 16.8 MHz ARM processzor (ARM7TDMI)
- Kijelző: 2 colos, háttérvilágításos TFT LCD állítható fényerősséggel
- Felbontás: 240×160 képpont
- Színek: 512 egyidejű szín "character cell mode"-ban vagy 32 768 "bitmap mode"-ban
- Áramellátás: beépített lítiumion-akkumulátor,5 óra üzemidő maximum fényerőnél és hangerőnél vagy 8 óra alapbeállítások mellett
- Csatlakozók: 3,5 mm-es jack bemenet
- Méretek: 50 × 101 × 17,2 mm
- Tömeg: 80 g

A következő kiegészítők nem kompatibilisek a Game Boy Micróval:
- Game Boy és Game Boy Advance Game Link Cable
- Game Boy Advance Wireless Adapter
- Game Boy Advance e-Reader
- Nintendo GameCube Game Boy Advance cable
- Game Boy Printer
- Game Boy Camera

A Game Boy-okat összekötő Game Link kábelek nem működnek, de a Nintendo gyártott egy vezeték nélküli adaptert. A Play-Yan zene/videolejátszó adapternek is megjelent a Game Boy Micróhoz átalakított változata. Mint az összes Game Boy sorozatba tartozó kézikonzol, ebben sincs régiókód. Az európai konzolokon lehet játszani japán és amerikai játékokat, és ez visszafelé is működik.

## Játékok
A Game Boy Micro Game Boy Advance-játékokat tud lejátszani. Az elődeivel, az Advance-szel és az SP-vel ellentétben nem fogadja a Game Boy és Game Boy Color kazettáit. A játékok ROM kazettákon vannak tárolva, ún. "Game Pak"-eken.